# ويليم جاكوب فيسر
ويليم جاكوب فيسر (بالهولندية: Willem Jacob Visser)‏ هو لغوي هولندي، ولد في 1915، وتوفي في 16 مايو 1991.